# Rudolf Willem Johan Cornelis de Menthon Bake
Rudolf Willem Johan Cornelis de Menthon Bake (Almelo, 26 april 1873 - Apeldoorn, 11 augustus 1959) was een Nederlands jurist en rechter.

## Biografie
Bake was een lid van de patriciaatsfamilie Bake en een zoon van mr. Charles François Guillaume de Menthon Bake (1841-1906), vicepresident van het gerechtshof 's-Hertogenbosch, en Elisabeth Jacoba Kortenbout van der Sluijs (1851-1931). Hij trouwde in 1908 met jkvr. Catharina Bernardina van Beijma thoe Kingma (1884-1962), lid van de familie Van Beyma met wie hij vijf kinderen kreeg.
Bake studeerde rechten aan de Universiteit Utrecht en promoveerde daar in 1897 op stellingen. Hij werd daar advocaat en procureur en vervolgens van 1904 tot 1908 rechter bij de Rechtbank Heerenveen. Daarna was hij rechter bij de Rechtbank 's-Hertogenbosch van 1908 tot 1922 en van 1922 tot 1924 raadsheer bij het Gerechtshof 's-Hertogenbosch en van 1924 tot 1928 bij het Gerechtshof Arnhem. Hij besloot zijn carrière als raadsheer bij de Hoge Raad der Nederlanden wat hij was van 1928 tot 1943 toen hij op 70-jarige leeftijd met pensioen ging. Hij was daarnaast lid van de gemeenteraad van 's-Hertogenbosch.
Als secretaris van de Commissie voor Luchtvaartrecht der Koninklijke Nederlandsche Vereeniging voor Luchtvaart schreef hij in 1916 een rapport met de titel Voldoet de regeling der aansprakelijkheid voor onrechtmatige daden in ons Burgerlijk Wetboek aan rechtmatige eischen, die de veiligheid der samenleving kan stellen ter afwending van de haar uit het luchtverkeer dreigende gevaren?